# Boskamstaartje
Het boskamstaartje (Hahnia helveola) is een spinnensoort in de taxonomische indeling van de kamstaartjes (Hahniidae).
Het dier komt uit het geslacht Hahnia. Hahnia helveola werd in 1875 beschreven door Eugène Simon.